# Соте

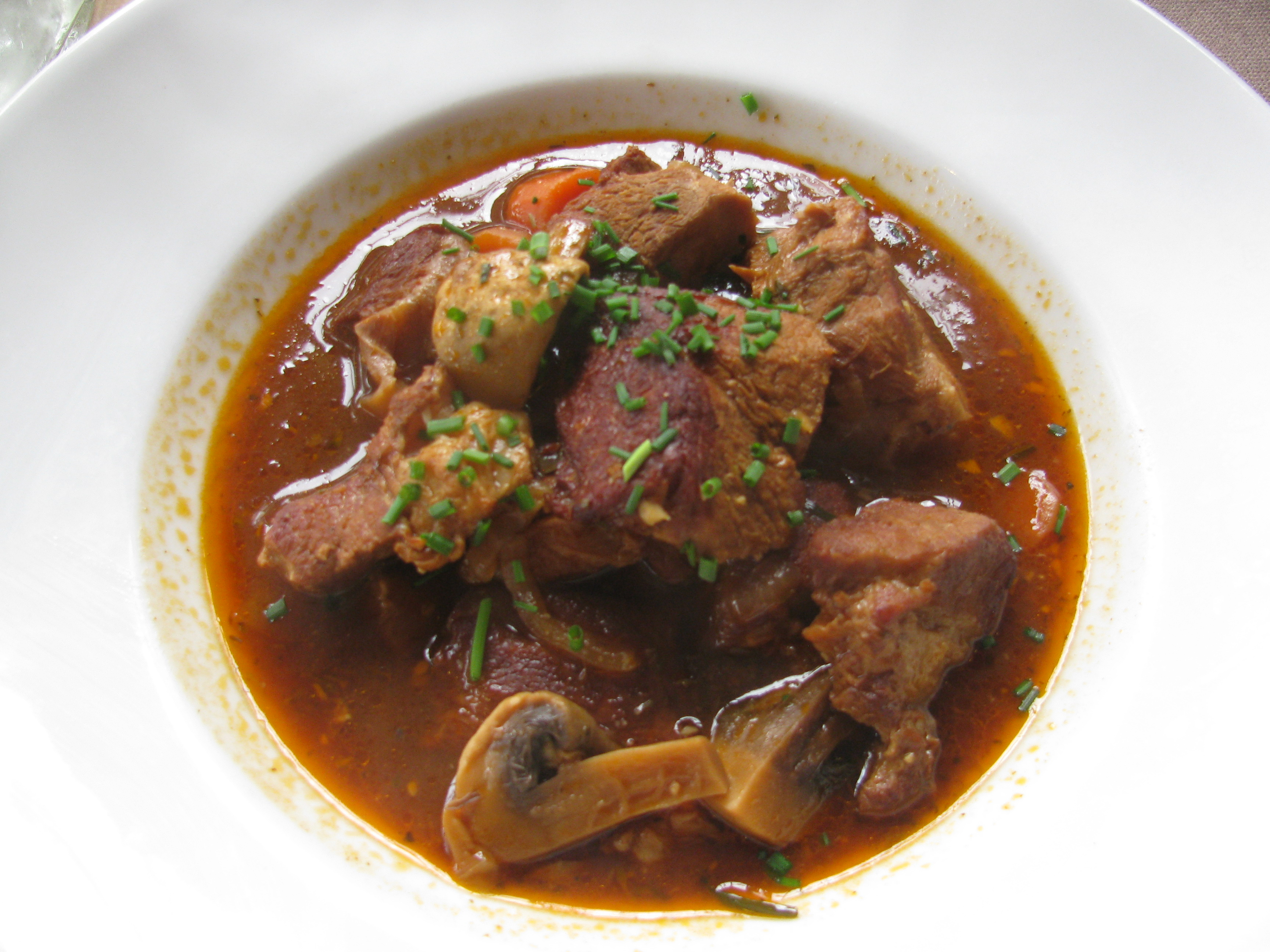
Соте з телятини маренго і грибами

Соте́ (від фр. sauté, від sauter — «стрибати», «смажити на сильному вогні») — це страва, приготована за допомоги техніки сотеювання, яка, зі свого боку, полягає в короткочасному обсмажуванні продуктів на високій температурі в невеликій кількості жиру з їхнім повторюваним струшуванням.
У соте використовують тільки такі інгредієнти, які піддаються тепловій обробці дуже швидко, тому зазвичай соте містить овочі та гриби, а також ніжні м'ясо чи рибу. М'ясні та рибні соте часто подають із соусом з власного соку, який готують на посуді вже після приготування страви методом деглазування.
Для приготування соте існує особливий посуд — сотейник, який, поєднуючи елементи сковороди та каструлі, має довгі стінки та досить великий об'єм. Завдяки цьому продукти легко струшувати (підкидати), що і є основою техніки сотеювання. Для приготування соте підходять також вок чи звичайна пательня.